# قانون لينز
قانون لينز يمكن منه تحديد اتجاه قوة الدفع الكهربائي وكذلك التيار المُحتث الناشئ عن حث كهرومغناطيسي. وبالتالي تحديد إشاراتهم سواء موجبة أم سالبة وينص القانون الذي أوجده هنريك لينز عام 1834 على ما يلي:
«تغيير التدفق المغناطيسي داخل وشيعة من موصل كهربائي يؤدّي إلى جهد محث حتى يولد التيار من خلاله حقلا مغناطيسيا الذي يتوجه مضاد تغيير التدفق المغناطيسي المسبب له»
أو يُمكن تعريفهُ بطريقَة أُخرى <إن التيار المُحتث في دائرَة كهربائية مقفلة يمتلك اتجاهًا ،بحيِث يكون المجال المغناطيسي المُحتث الناتج عن هذا التيَار معاكسًا بتأثيرهُ للتغيِر في الفيض المغناطيسِي الذِي ولد التيار نفسه >
تكمِن الفائدة العملية فِيه الى نقطتيِن اساسيتيِن :
١- تحديِد اتجاه التيار المُحتث في دائرة كهربائيَة مُقفلة   ٢- يعد قانون لِينز ايضًا تطبيقًا لقانون حُفظ الطاقة 
- إن قانون لِينز يُعتبر تطبيقًا لقانون حفظ الطاقة وذلِك لأنه في حالتِي اقتراب او ابتعَاد المُغناطيِس نسبة الى حلقَة موصلة مغلقة وثابتَة يتطلب إنجاز شُغل ،وهذا الشُغل في حالتِين : 
١- التغلُب على قوة التجاذُب بين المغناطيس والدائرَة في حالة ابعاد المغناطيِس. 
٢- التغلُب على قوة التنافُر بين المغناطيِس والدائرَة في حالة تقرِيب المُغناطيس .
بمعنى أن قوة الدفع الكهربائي والتدفق المغناطيسي متعاكسان في الإشارة مما يعني أن قانون لنز في مجمله هو فقط مجرد إضافة إشارة سالبة إلى قانون الحث لفرداي تحدد قطبية قوة الدفع الكهربية المتولدة من تغير المجال المغناطيسي
قاعدة لينز 
يكون اتجاه التيار المستحث في ملف (موصل) بحيث يعاكس التغير المسبب له
شرح القانون 
أولا عند تقريب المغناطيس من الموصل الحلقي يتولد في الحلقة تيار تأثيري لحظي عكسي بحيث يجعل من الحلقة مغناطيسا قطبه الشمالي إلى أسفل فيحدث تنافر بين القطبين مما يعمل على مقاومة حركة تقريب المغناطيس من الحلقة وهذا نلاحظه عند سحب المغناطيس بالماوس وتقريبه من الحلقة 
ثانيا عند ابعاد المغناطيس عن الحلقة يتولد في الحلقة تيار تأثيري لحظي طردي بحيث يجعل من الحلقة مغناطيسا قطبه الجنوبي إلى أسفل فتعمل قوة التجاذب بين القطبين المختلفين على مقاومة حركة ابعاد القطب المؤثر.